# مارکوس نوسلی
مارکوس نوسلی (انگلیسی: Markus Nüssli؛ زادهٔ ۹ ژوئیهٔ ۱۹۷۱) از برندگان مدال‌های بازی‌های المپیک اهل سوئیس است.